# Kazem Kheir
Pour les articles homonymes, voir Kheir.
 (avril 2016).
 (avril 2018).
Kazem Kheir (en arabe : كاظم الخير) est un homme politique libanais. Il est élu député sunnite de la circonscription de Minieh au Nord-Liban en juin 2010 lors d'élections partielles organisées après la mort de l'ancien député Hachem Alameddine. Il rejoint le Courant du futur de Saad Hariri. Son père, Saleh Kheir, fut député de cette même circonscription pendant près de 30 ans.
Il est de nouveau candidat dans la circonscription de Minieh lors des élections législatives de mai 2018.